# Kościół św. Piotra i Pawła w Grzędzicach
Kościół Świętych Apostołów Piotra i Pawła w Grzędzicach – rzymskokatolicki kościół parafialny zlokalizowany w Grzędzicach, w gminie Stargard.
Późnogotycka, salowa świątynia z kamienia polnego i cegły pochodzi z pierwszej połowy XV wieku, z wieżą dobudowaną w XVI wieku. Zabytkowe wyposażenie stanowią m.in.: neogotycki ołtarz z drewna lipowego z 1910, w nim krzyż w formie Drzewa Życia (na końcach ramion wyobrażenia postaci ewangelistów), gotycka figura Chrystusa z około 1500, mosiężny sześcioramienny żyrandol i znajdująca się obok wejścia granitowa chrzcielnica z XIII wieku. Na wieży dwa dzwony – jeden z XVII wieku odlany w Szczecinie, drugi żeliwny ze Stargardu. Najbardziej cenne są polichromie z lat 1450–1470, przedstawiające 33 postaci w scenach biblijnych, odkryte w 1912, odrestaurowane w 1954. Przedstawiono w nich m.in. 13 scen pasyjnych. Unikalne i najstarsze na Pomorzu Zachodnim polichromie grzędzickie zostały namalowane przez nieznanego malarza (prawdopodobnie związanego ze Stargardem). Malowidła występują na wszystkich ścianach kościoła – obecnie jedyny taki przypadek na Pomorzu Zachodnim. Wśród postaci świętych znajduje się 12 apostołów, święty Jerzy walczący ze smokiem, święty Krzysztof przenoszący dzieciątko Jezus przez rzekę, św. Dorota, św. Agnieszka, św. Urszula. Bardzo rzadką sceną przedstawioną w kościele jest scena z Pasji Chrystusa przedstawiająca Zstąpienie Chrystusa do piekieł. Wśród scen biblijnych jest także Koronacja Marii oraz Sąd Ostateczny. Jako katolicki poświęcony 25 marca 1947 pod obecnym wezwaniem.
Przy kościele stoi figura Matki Boskiej na cokole oraz dwie tablice pamiątkowe w formie steli:
- ku czci bł. Jana Pawła II odsłonięta 27 kwietnia 2014,
- ku czci ks. prob. Zenona Łuczaka, pełniącego tę funkcję w latach 1991–2007, tragicznie zmarłego w katastrofie autokarowej pod Grenoble 22 lipca 2007[4].

## Galeria

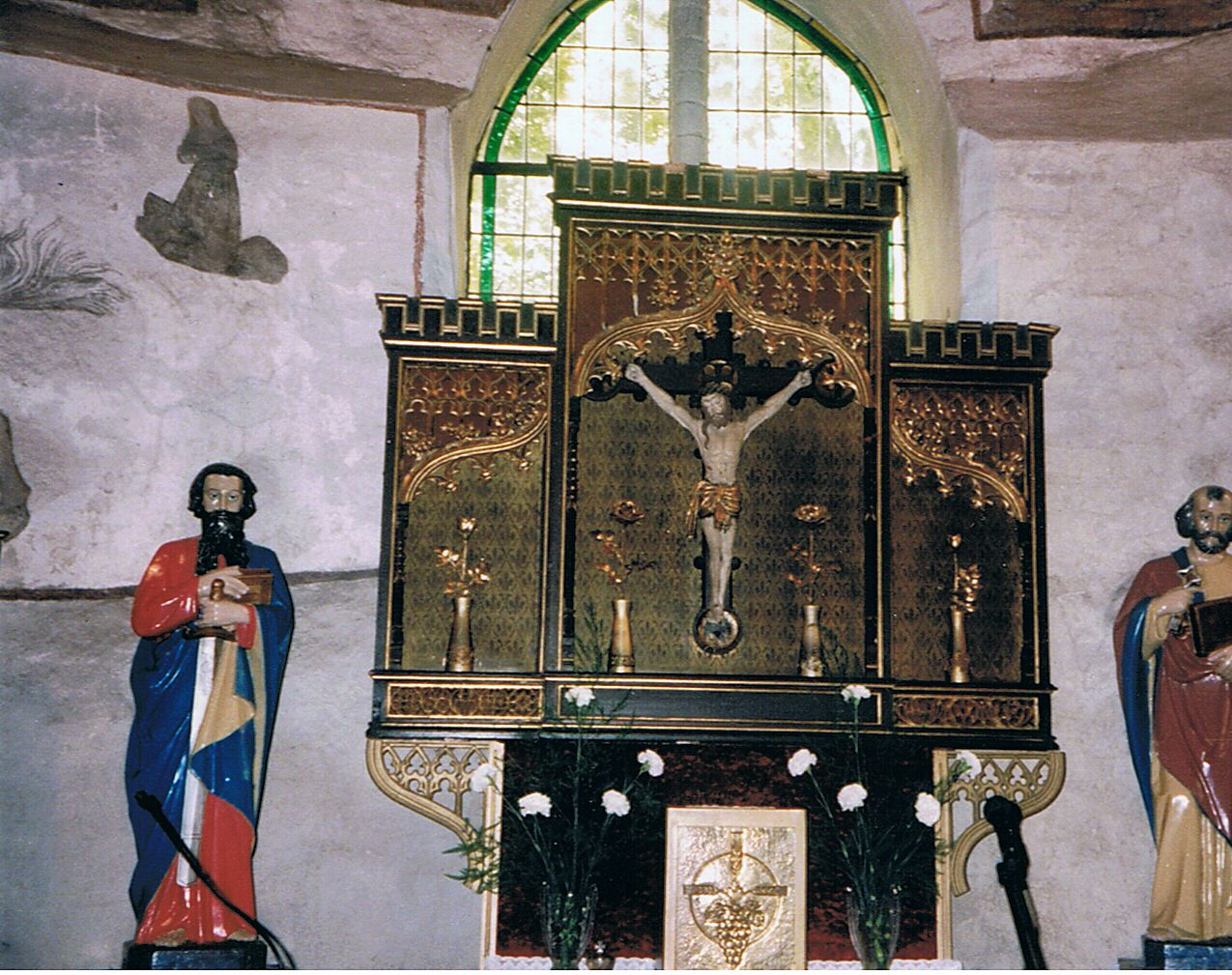
Ołtarz
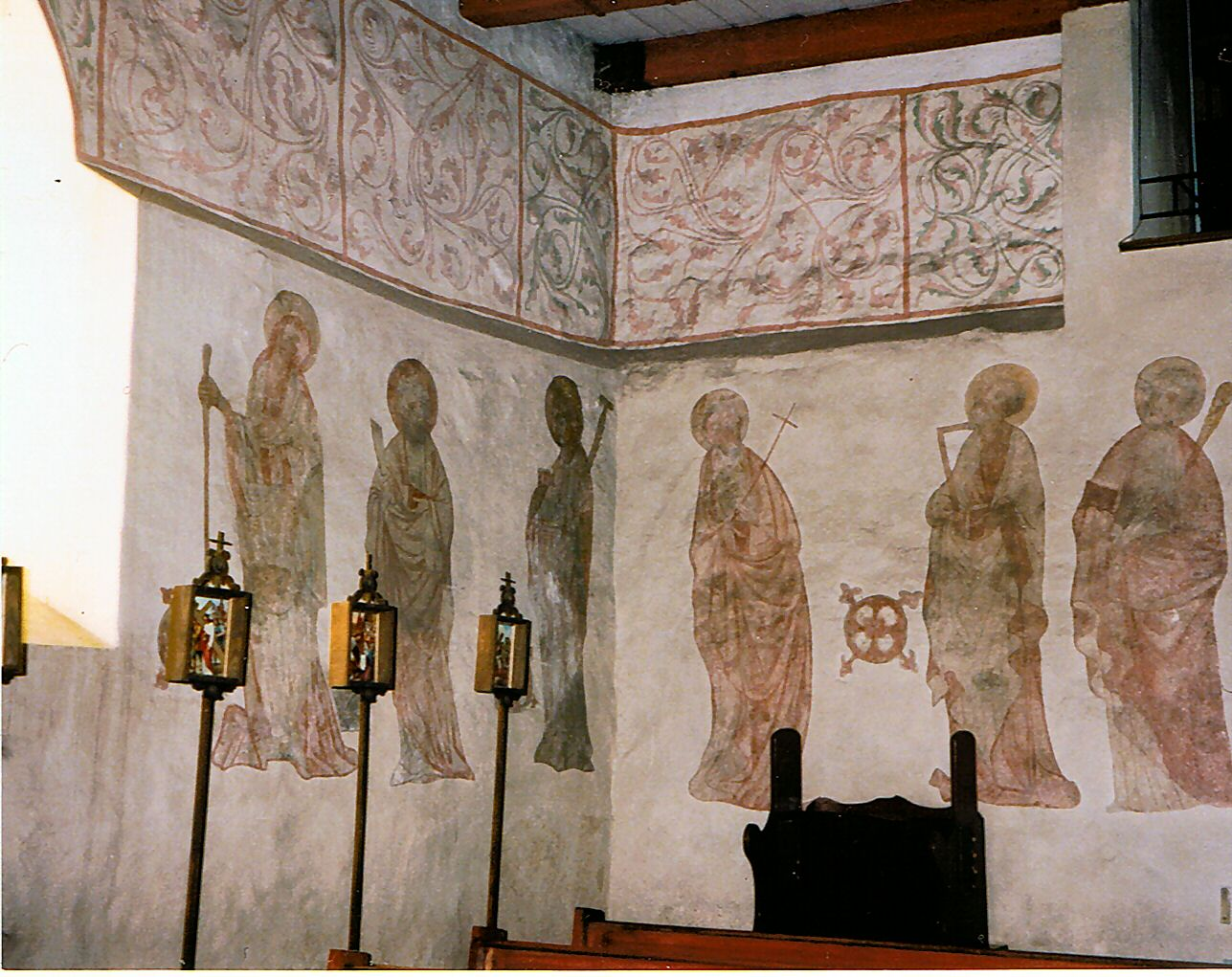
Polichromie
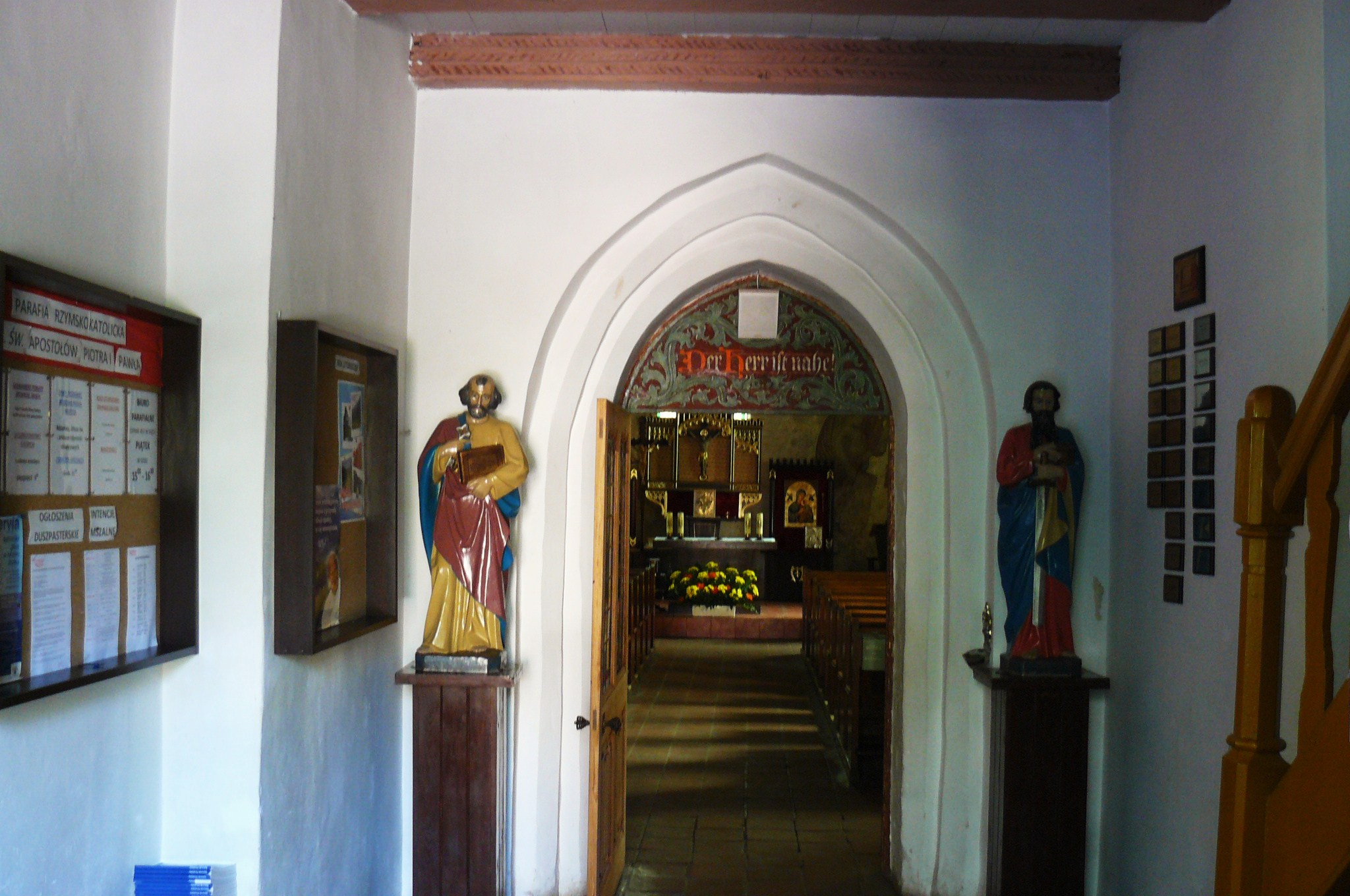
Kruchta
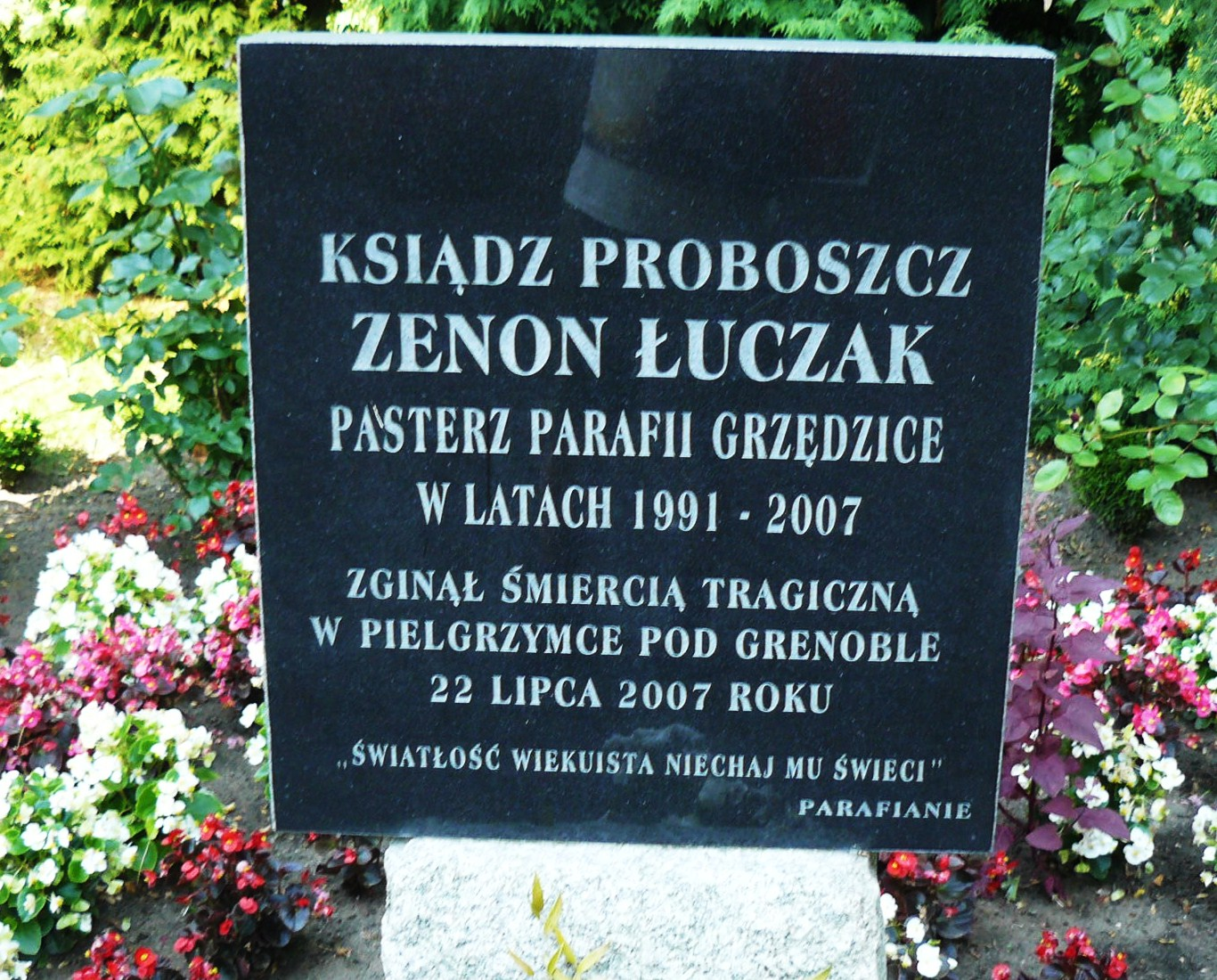
Tablica Z. Łuczaka